# 타지마할
타지마할(힌디어: ताज महल, 우르두어: تاج محل, 페르시아어: تاج محل)은 인도 아그라에 위치한 무굴 제국의 대표적 건축물이다. 무굴 제국의 황제 샤 자한이 자신의 총애하였던 부인 뭄타즈 마할로 알려진 아르주망 바누 베굼을 기리기 위하여 1632년에 무덤 건축을 명하여 2만여 명이 넘는 노동자를 동원하여 건설하였다. 건축의 총 책임자는 우스타드 아마드 로하리로 알려져 있고, 뭄타즈 마할이 죽은지 6개월 후부터 건설을 시작하여 완공에 22년이 걸렸다.
타지마할은 총 17헥타르에 달하는 거대한 무덤군의 중심 부분이며, 실제로 무덤군은 응접실, 모스크 등이 따로 딸려있다. 중심부의 무덤 건설은 거의 대부분 1643년에 완료되었으나, 추가적인 보조 작업이 약 10년 동안 진행되어 1653년에야 현재 우리가 볼 수 있는 모습으로 만들어지게 되었다. 타지마할을 건설하는 데에는 당시 가치로 3천 2백만 루피아, 현재의 가치로는 8억 2천 7백만 달러가 소요되었을 것으로 추정된다. 타지마할 건설 당시, 황제 직속 건축가인 우스타드 아흐메드 라하우리의 감독 아래 20,000여 명에 달하는 예술가들이 작업에 참여하였다.
타지마할은 페르시아, 튀르키예, 인도 및 이슬람의 건축 양식이 잘 조합된 무굴 건축의 가장 훌륭한 예이다. 1983년 타지마할은 유네스코 세계 문화 유산으로 등재되면서, "인도에 위치한 무슬림 예술의 보석이며 인류가 보편적으로 감탄할 수 있는 걸작"이라는 찬사를 받았다.(타지마할은 역사적으로 예쁜 건축물에도 포함되어있다.)
일반적으로 흰색 대리석 돔 형식의 묘가 가장 널리 알려져 있으나, 타지마할의 규모는 더 크다. 네 귀퉁이의 높이 40미터의 미나레트는 수직으로 보이나 붕괴가 발생했을 때 건물에 피해가 가지 않도록 미세하게 바깥쪽을 향하고 있다.
샤 자한이 타지마할이 완성된 직후 타지마할보다 더 아름다운 건물을 만드는 것을 막기 위하여 공사에 참여했던 모든 사람들의 손목을 잘랐다는 설화가 내려오지만, 거의 대부분의 고고학자들은 이를 그저 허구적 이야기로 치부하고 있다. 2007년 7월 7일 신(新) 세계 7대 기적에 선정되었다.
2000년대에 들어서 타지마할의 한 첨탑이 점점 기울고 있다는 것을 BBC방송에서 발견하였다. 인도의 아그라 야무나강(Yamuna River Agra)에 타지마할이 세워졌다. 그 기초를 안정적인 유지를 위해 흑단나무로 했는데 아그라 야무나강(Yamuna River Agra)이 완전히 마르면서 지난 30년 동안 3.5cm가 기울었다고 보도했다.

## 역사
무굴 제국의 5대 황제인 샤 자한의 아내 뭄타즈 마할은 14번째 아이를 낳다가 사망했다.(낳고 나서 산후조리를 잘못해서 죽었다거나 병이 나서 죽었다는 말도 있다.) 평소 아내를 극진하게 사랑했던 샤 자한은, 그녀를 위해 세상에서 가장 아름다운 무덤을 만들어 주기로 계획하였다.(여기서 뭄타즈 마할이 유언으로 자신의 무덤을 가장 아름다운 무덤으로 만들어 달라고 했다는 이야기도 있다.)
이후 샤 자한은 1632년부터 무려 22년이라는 오랜 세월을 공들여 흰 대리석으로 타지마할을 건설하였다. 묘의 건설과 장식 작업은 1648년에 끝났으나, 주변의 정원과 부속 건물들은 5년 후인 1653년에 완공되었다. 하지만 타지마할을 건설하는 동안, 제국의 재정이 휘청거릴 정도로 막대한 양의 예산이 투입되었기에, 막대한 세금과 과도한 수탈로 전국에서 민심이 악화하였다. 또한 샤 자한이 나이가 들어감에 따라 점차 정무에 무관심해졌고, 결국 샤 자한의 아들인 아우랑제브가 반란을 일으켜 샤 자한을 폐위시킨 후 아그라 성에 감금해 버렸다. 이후 샤 자한은 아그라 성의 창문으로만 멀리서 타지마할을 감상할 수 있는 신세가 되어버렸고, 죽을때까지 아그라 성에 갇혀 살았다. 나중에 샤 자한이 세상을 떠나자, 그의 유해는 타지마할 안에 있는 뭄타즈 마할의 무덤 옆에 묻혔다. 참고로 야사에서는 타지마할의 아름다운 모습을 보고 감탄한 샤 자한이, 자신의 무덤을 검은색 대리석으로 똑같이 만들라고 지시하였다가 반란으로 인해 포기하였다는 설이 있으나, 인도 학계 측에서는 이를 근거없는 낭설로만 치부하고 있다. 이 설화가 시작된 배경은, 1665년에 아그라를 방문했던 유럽의 여행가 장 밥티스트 타베르니에르가 자신의 소설에 '검은 타지마할'에 대하여 언급한 것으로 여겨지는데, 이 소설이 널리 퍼져나감에 따라 사람들이 샤 자한이 '검은빛의 타지마할'을 지으려 했다는 것을 믿기 시작했다는 것이다.

## 건축
타지마할의 건축은 주로 페르시아 양식과 초기 무굴 양식이 혼합되어 지어져 있다. 전체적인 구조는 티무르 제국 시대의 건축 양식을 담습한 것인데, 특히 사마르칸트에 있는 티무르의 무덤인 구-에 아미르와 상당히 유사하다는 평을 듣는다. 본디 초기 무굴 양식의 건물들은 주로 붉은 빛 사암으로 지어진 경우가 많았는데, 샤 자한은 타지마할을 완전히 순백색의 대리석과 보석들만을 이용해서 만들 것을 지시하였고, 이러한 샤 자한의 독특한 취향 때문에, 무굴 제국의 건축물들은 그의 재위 기간 동안 새로운 방향으로 크게 발전하게 된다.

### 무덤
타지마할의 중심에 서있는 거대한 백색 대리석의 (the tomb)은 사각형의 대리석 토대 위에 지어져 있다.
완벽한 대칭을 이루게 설계되어 있으며, 이완(전통적인 페르시아 양식의 아치형 입구)을 대한 돔이 덮여 있다.
다른 무굴 제국의 건물들하고 같이, 타지마할의 기본적인 구조는 페르시아 양식을 본따 지은 것이다.
중심부의 무덤은 기본적으로 거대한 사각 기둥의 구조로, 그 안에 많은 방들이 자리해 있다.모두 어디에서나 바라보건 간에 완벽한 좌우 대칭을 이룰 수 있도록 지어져 있으며, 이로 인해 타지마할은 완벽한 조형미와 대칭미를 자랑한다. 또한 무덤 본 건물 옆에는 총 4개의 미나레트들이 지어져 있다. 본관 안에 있는, 즉 관광객들이 볼 수 있는 뭄타즈 마할과 샤 자한의 관은 가짜 무덤으로, 진짜 무덤은 그보다 더 아래층에 자리하고 있다.

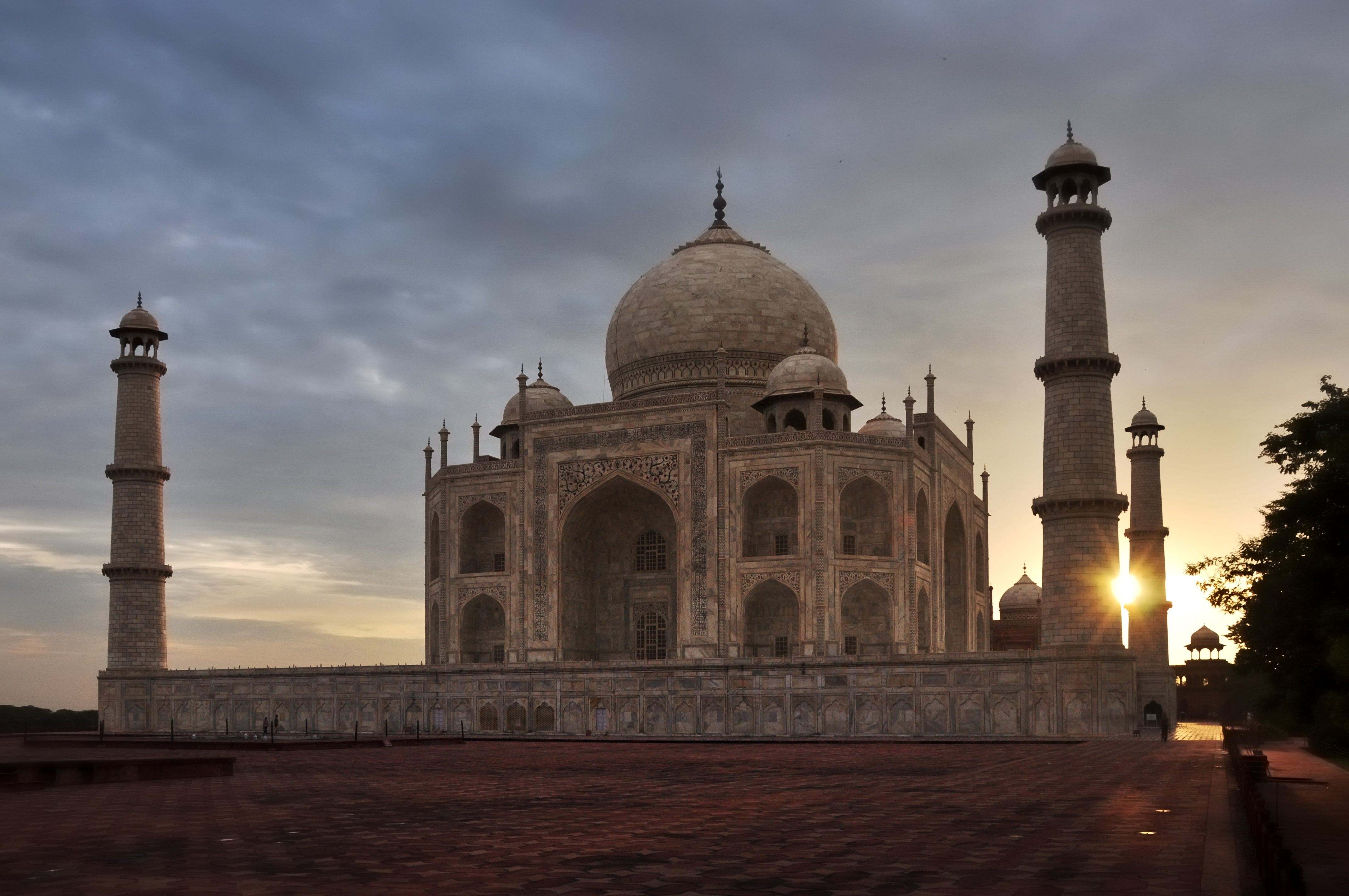
날출 때의 타마할
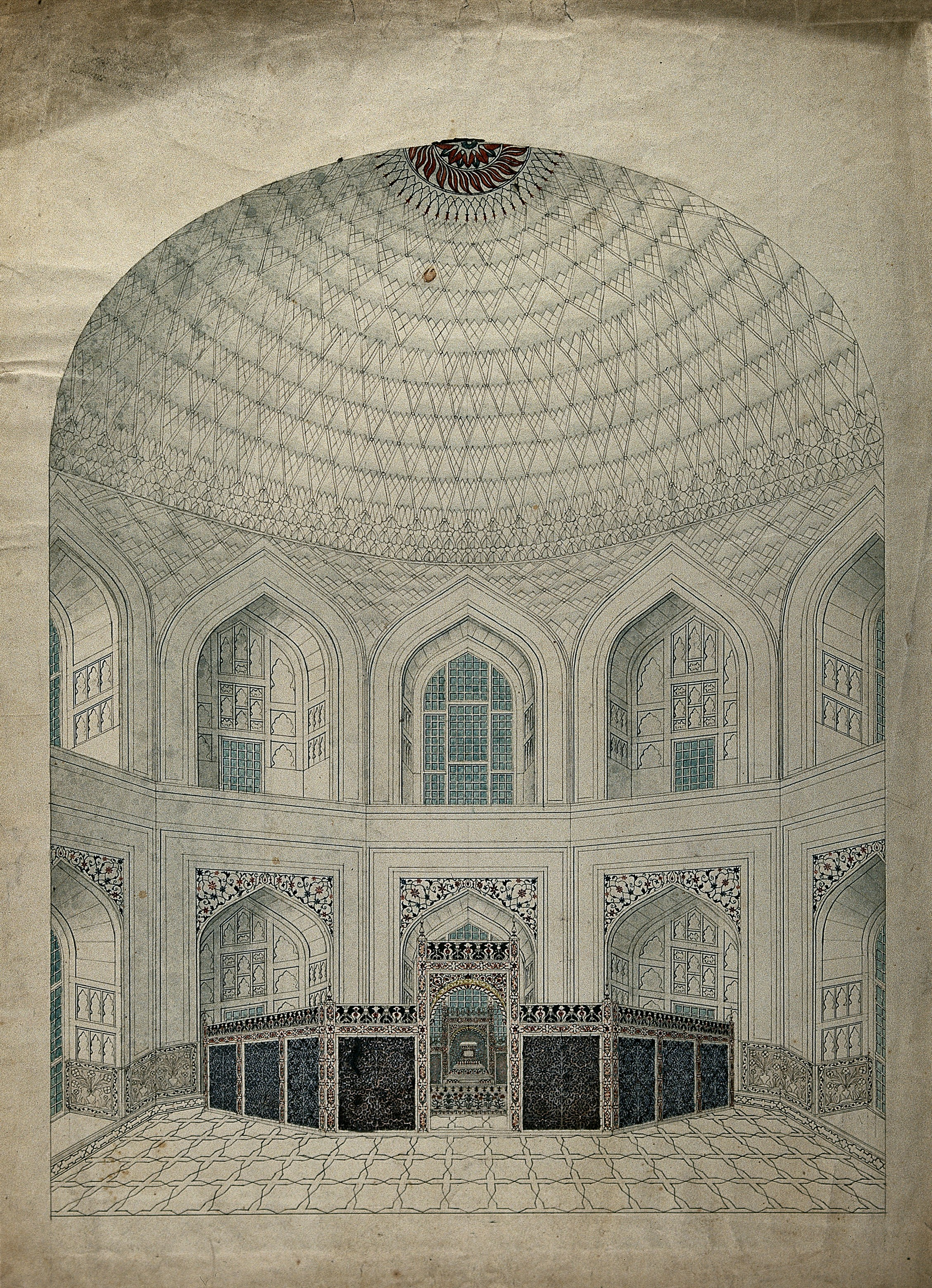
타마할 내의 기묘사화
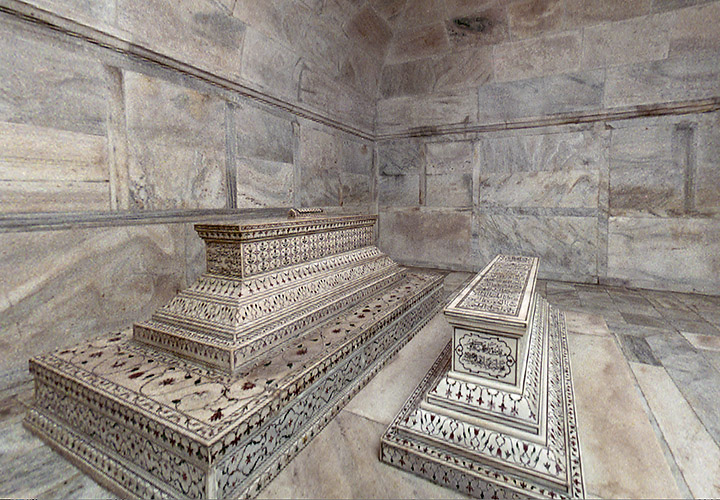
지하에 있는 가짜묘
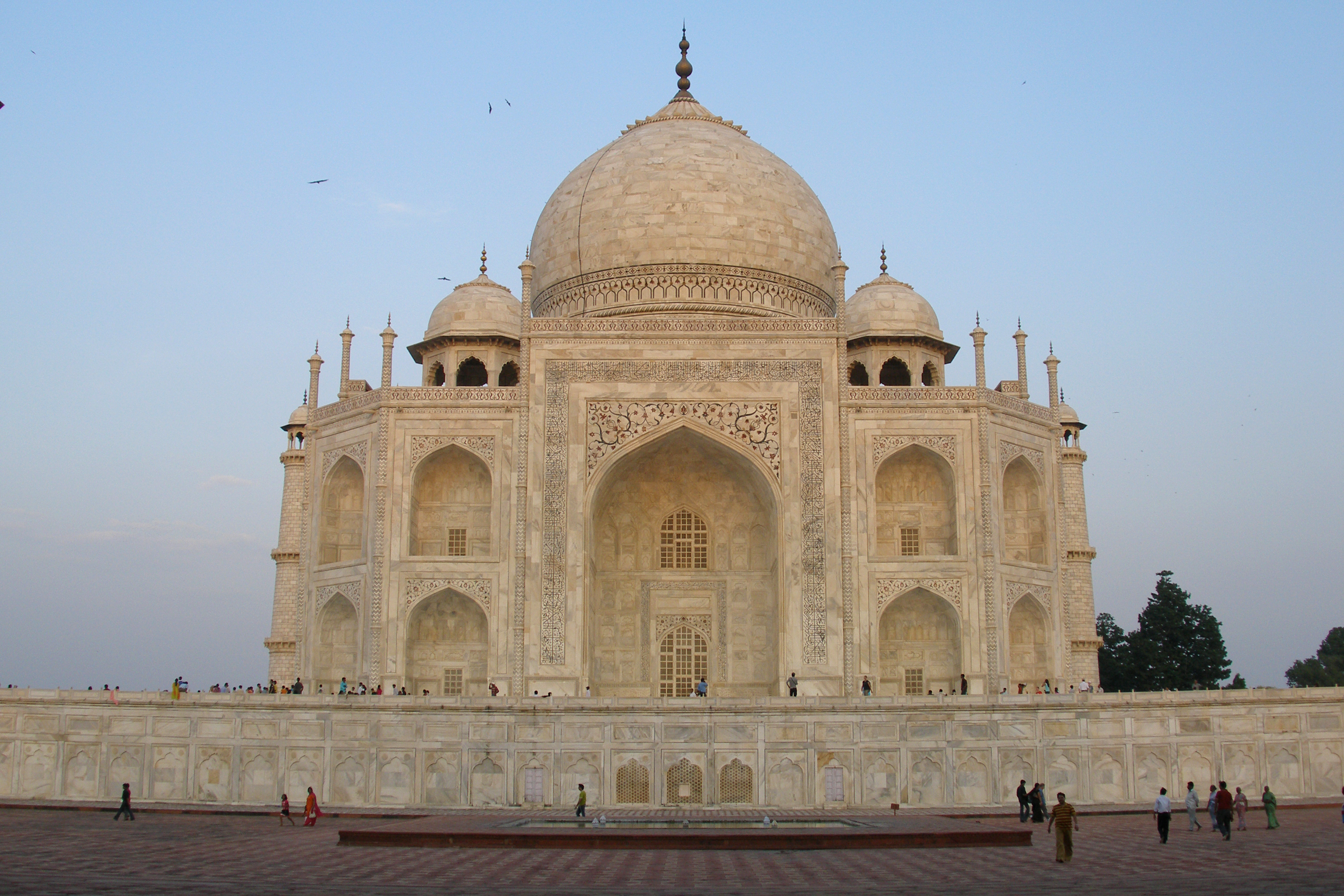
타마할의 돔

타마할에서 가장 눈에 띄는 건축 요소는 바로 그 돔이다. 이 돔은 거의 35m의 높이를 가지고 있으며, 7m 높이의 원통형의 기초대 위에 세워져 있기에 더더욱 높아 보이는 효과를 지닌다. 중간이 볼록하고 위쪽으로 갈수록 유선형으로 휘어지는 독특한 형태를 지니고 있기에, 이 돔은 종종 '양파 돔', 혹은 '구아바 돔'이라고 불리기도 한다. 돔 꼭대기에는 연꽃 무늬가 새겨져 있어 그 모습을 더더욱 유려하게 보이는 효과를 낸다. 1개의 주 돔 주위에는 4개의 보조 돔이 세워져 있는데,같이 똑같은 양파형 돔 모습을 띠고 있다. 4개의 보조 돔은 기둥들로 인해 받쳐지고 있는데, 보조 돔 아래의 바닥이 뚫려 있는 구조이기 때문에, 빛이 이 기둥들 사이를 통과하여 타지마할 내부로 비출 수 있게 하였다. 돔 맨 꼭대기에는 힌두 양식과 페르시아 양식이 혼합된 길쭉한 첨탑이 자리해 있다.
원래 주 돔의 첨탑은 순금으로 만들어져 있었으나, 19세기 들어 이 첨탑이 청동으로 교체되었다. 첨탑의 맨 꼭대기에는 이슬람의 상징인 휘어진 초승달이 위치해 있다.
주위 4개의 미나레트들은 각각 40m의 높이이며, 이 또한 완벽한 대칭을 이루고 있다. 이 미나레트들은 단순한 장식용이 아니라 실제로 사용하기 위해 만들어졌는데, 이 곳에서 이슬람교의 무에진들이 소리로 무슬림들에게 기도할 시간을 알려주었다는 것이다. 각각의 미나레트들은 2개의 발코니로 인해 총 3개의 층으로 나뉘어 있는데, 이 3개의 층들은 미나레트를 모두 정확하게 삼등분하고 있다. 미나레트의 꼭대기에는 무덤 본관에 있는 것과 유사한 차트리(인도의 전통 건축 양식)가 위에 올라가 있다. 미나레트들은 모두 정확하게 똑같은 모습을 하고 있으며, 맨 위에는 연꽃 무늬와 함께 초승달 모양의 구리 장식물이 장식되어 있다. 참고로 미나레트들은 모두 바깥쪽으로 미세하게 기울어져 있는데, 이는 미나레트가 혹시 무너질 경우를 대비한 것이다. 미나레트가 무너질 때 무덤 쪽으로 무너져 무덤 본관마저 파손하는 것을 막으려는 의도가 반영되어 있다고 할 수 있다.

### 외부 장식
타지마할의 외부 장식에는 무굴 제국의 예술적 요소들이 총망라하며 집약되어 있다. 거의 대부분의 장식들은 치장용 벽토, 물감, 석조 장식, 조각들로 이루어져 있다. 사람의 형상을 그리는 것을 엄금하는 이슬람 율법에 따라, 타지마할의 장식들은 거의 이슬람 서예(캘리그라피), 식물들의 모습, 혹은 추상적인 형태의 그림들이 주를 이룬다고 볼 수 있다. 특히 타지마할에 쓰여 있는 거의 대부분의 서예 장식들은 이슬람의 경전인 꾸란의 구절들을 아랍어로 아름답게 써 놓은 것들이다. 최근 연구에 따르면 인도의 예술가였던 아마나트 칸이 직접 어떠한 문구들이 들어갈지를 골랐다고 한다.
타지마할의 대문 위에 쓰여 있는 구절은 "오 영혼이여, 예술을 통해 평안을 얻으라, 주님께 돌아가 안식을 얻으라, 그리고 그분과 함께 평화를 얻으리라"라는 뜻이다. 이 장식물은 1609년에 압둘 하크라는 이름을 가진 한 서예가에 의해 만들어졌는데, 그의 작품을 보고 감탄한 샤 자한이 그에게 직접 '아마나트 칸'이라는 이름을 하사하였다고 한다. 내부 돔의 기단부 부분에는 "이 것을 만든 공허한 자, 아마나트 칸 시라즈"라고 적혀있다. 거의 대부분의 캘리그라피 작품들은 백색 대리석들을 파낸 후에 그 홈에 벽옥이나 검은 대리석을 하나하나 채워넣어 만들어진 것이다. 글씨체는 위로 올라갈 수록 점점 미묘하게 더 커지는데, 이는 아래쪽에서 올려다볼 때 글씨가 안보이는 현상을 방지하기 위한 것이다. 특히 타지마할 내부의 관에 새겨져 있는 캘리그라피는 그 유려함과 아름다움으로 인해 캘리그라피들 중에서도 단연 백미(白眉)라고 여겨진다.
추상적인 장식들은 주로 타지마할의 미나레트, 복도, 모스크, 그리고 무덤의 표면 등에 사용되었다. 붉은 사암으로 만들어진 타지마할의 정문 등과 같은 부속 건물들의 겉면은 매끈한 기하하적 형태를 잡아내기 위해 암석들을 반질반질하게 광을 내어 만들어졌다. 거의 대부분 붉은 빛을 띠고 있는 사암 건물들에는 주로 백색을 사용하여 장식을 하였고, 백색 대리석 바탕의 건물들은 어둡거나 검은색 계통의 장식들을 주로 하였다. 조각을 할 수 없는 부분들은 색조가 선명한 색들을 주로 사용하여 색칠, 혹은 치장을 하여 기하학적, 건축학적인 아름다움을 추구하였다. 바닥과 복도 등은 서로 색조가 대비되는 타일들과 모자이크 등을 활용하여 다양한 무늬들을 만들어내었다.

무덤의 하부 벽에는 백색 대리석으로 만든 부조들이 새겨져 있는데, 주로 꽃과 덩굴들을 묘사한 것들이다. 부조의 입체감을 부각하기 위하여, 모든 대리석 장식들은 깔끔하게 손질되어 있고, 특히 벽들과 아치 상부에는 극히 정교한 덩굴무늬, 꽃무늬, 과일 무늬 등으로 장식되어 있다. 이 장식들은 주로 백색 대리석을 파낸 후, 그 홈에다 황색 대리석, 벽옥, 옥 등을 채워넣는 방식으로 만들어졌다. 

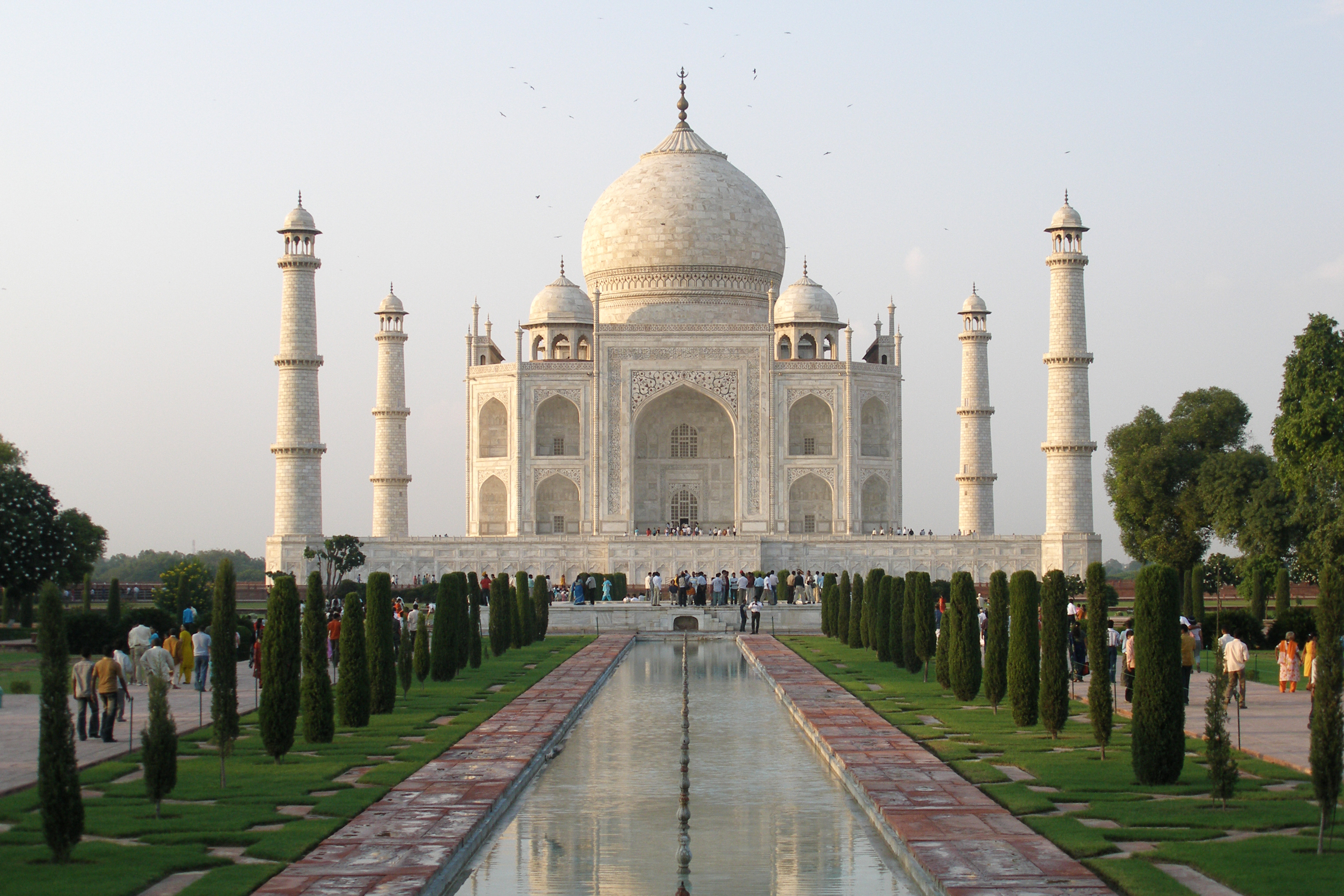
타지마할의 기단부, 돔, 미나레트
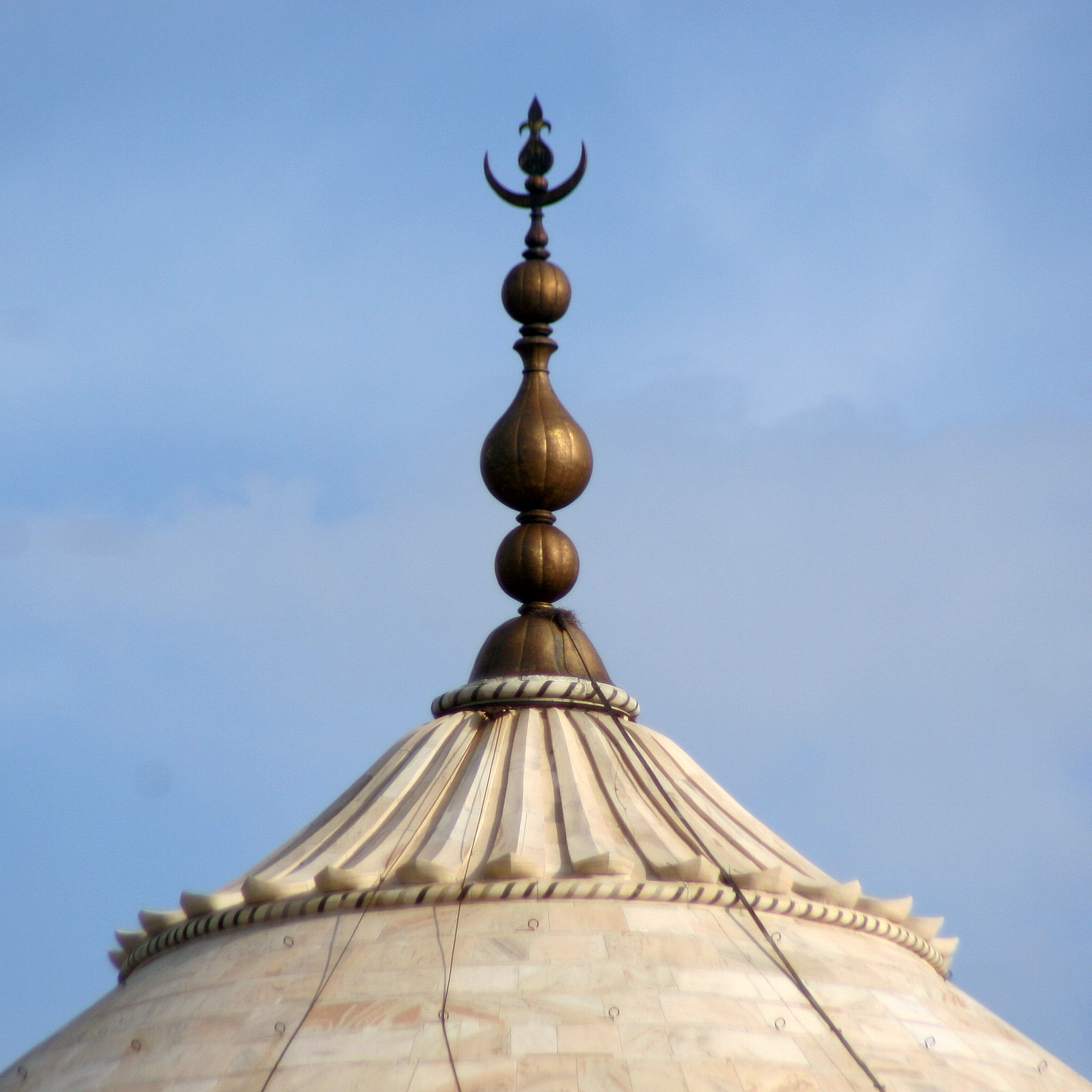
돔 상부 첨탑
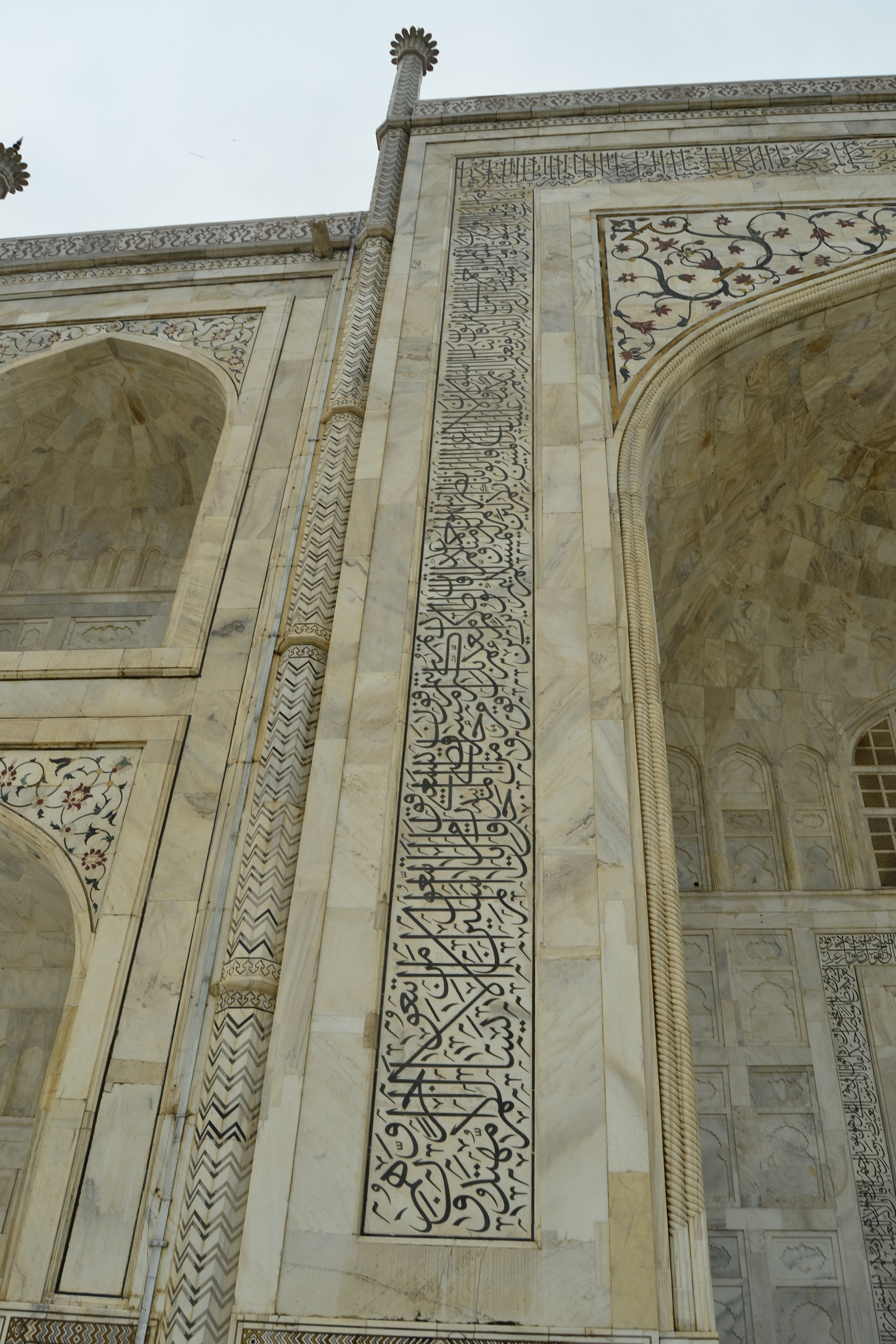
타지마할의 캘리그라피
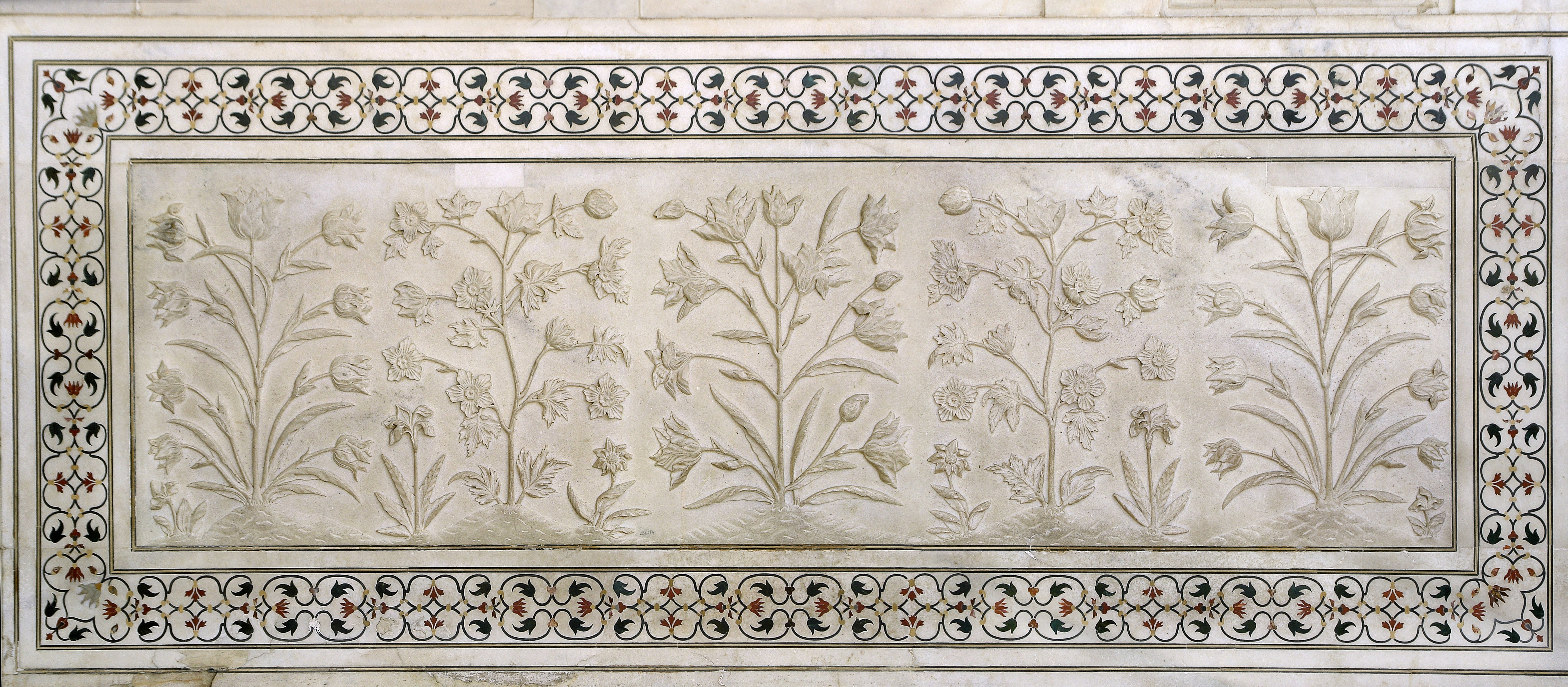
꽃무늬 부조
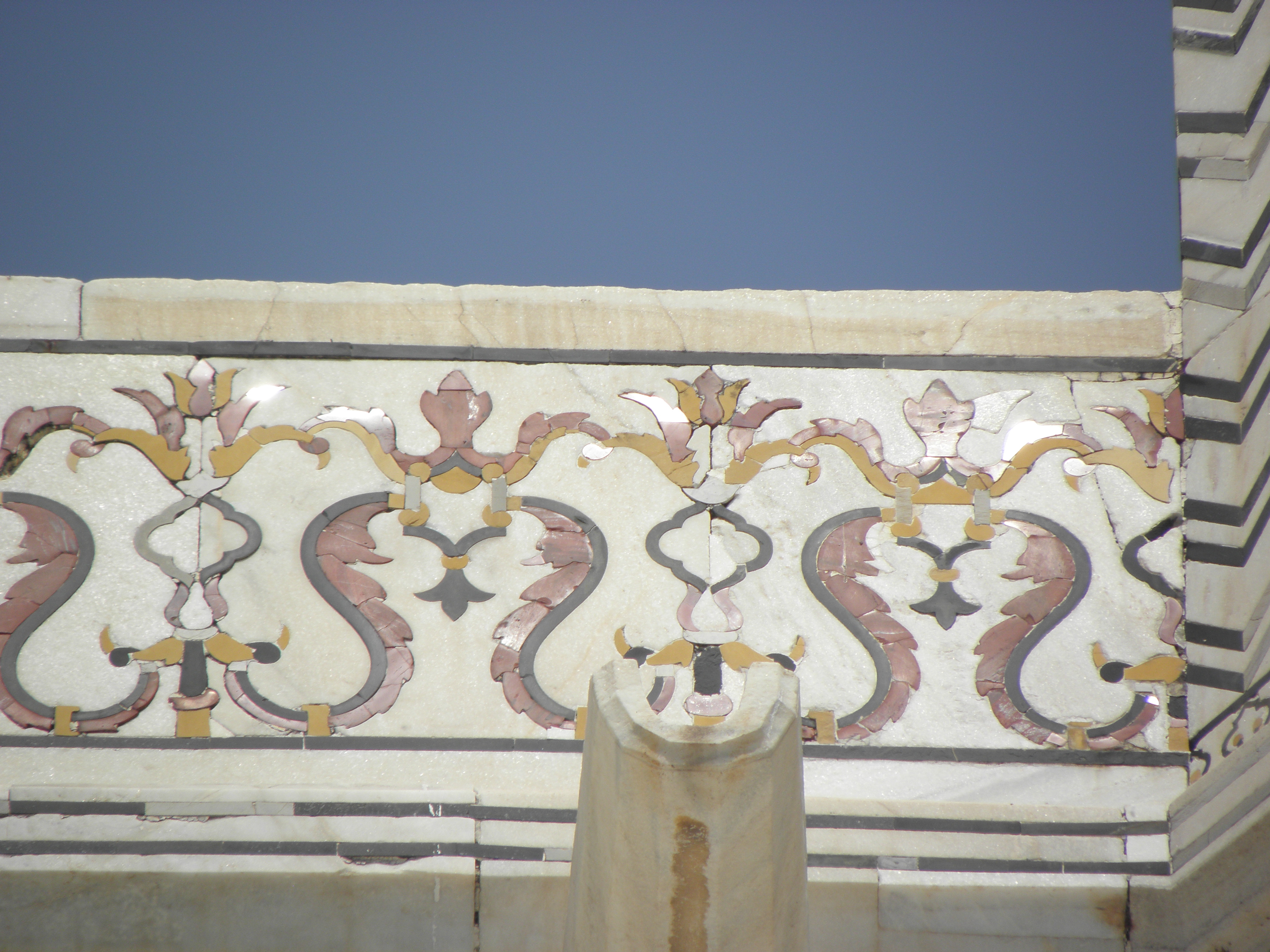
타지마할 타일
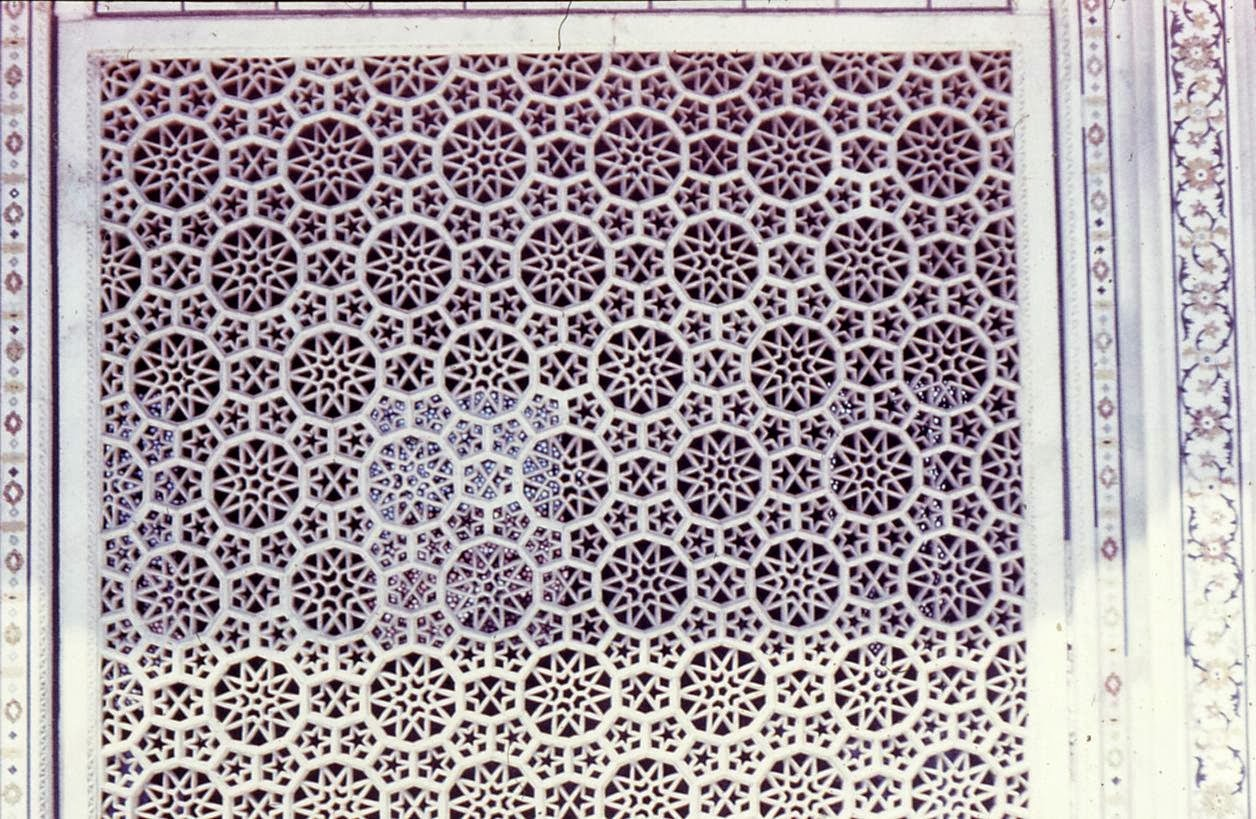
타지마할 타일 무늬

### 내부 장식
타지마할의 내부 장식은 전통적인 무굴 양식과는 매우 큰 차이를 보인다. 거의 대부분 돌을 이용하여 장식을 한 외부 장식들과는 달리, 내부의 장식은 거의 보석들과 준보석들로 채워져 있다. 타지마할 본관 내부는 8면에 모두 출입구가 뚫려있는 팔각형 모양이지만, 현재는 정원을 면하고 있는 남쪽 문만이 사용 가능하다. 내부는 25m 높이의 천장을 가지고 있으며, 천장에 또다른 돔이 추가적으로 만들어져 있다. 참고로 이 내부 돔은 태양을 모티브로 하여 장식되어 있다. 내부에 있는 총 8개의 아치가 1층에 자리하고 있고, 외부에서 볼 때 이 아치들은 2층의 아치를 떠받치고 있는 구조이다. 이 2층 아치들은 주로 본관의 발코니들을 형성하고 있고 특히 이 발코니는 대리석을 지극히 정교하게 깎아 만든 창문들을 가지고 있어 그 예술적 가치가 상당하다. 이 창문은 8개의 얇은 대리석 판들을 파내 서로 합쳐 만든 것이다. 참고로 이 발코니와 천장에서 태양빛이 들어와 무덤 내부를 밝게 비추는 것이다. 타지마할 내부의 방들은 모두 세밀한 부조들로 장식되어 있으며, 덩굴 모양과 꽃무늬들이 보석으로 정밀하게 세공되어 치장되어 있다.
이슬람 전통에는 관을 화려하게 장식하는 것을 엄금하는 풍토가 있다. 이 전통에 따라, 뭄타즈 마할과 샤 자한의 관은 오히려 타지마할 자체보다도 단순한 형태의 장식을 갖고 있다. 그들의 시체는 얼굴이 오른쪽으로 돌려진 채로 관 속에 안장되었는데, 이는 그 쪽이 이슬람의 성소인 메카를 바라보는 쪽이기 때문이다. 뭄타즈 마할의 관은 가로 1.5m, 세로 2.5m의 대리석 받침대 위에 올라가 있으며 타지마할의 정확한 정중앙에 자리하고 있다. 받침대와 관 모두 보석과 준보석으로 장식되어 있는데, 특히 받침대에 있는 캘리그라피는 뭄타즈 마할의 아름다움을 칭송하고 그녀를 기리는 내용을 담고 있다. 그녀의 관의 서쪽 옆에는 샤 자한의 관이 있는데, 이 관은 타지마할 전체에서 유일하게 대칭 구조를 띠지 않는 구조물이다. 이는 샤 자한이 이 무덤을 지을 때 자신이 그녀의 옆에 묻힐 것을 예상하지 못하였기 때문이었던 것으로 추측된다. 샤 자한의 관은 뭄타즈 마할의 관보다도 더 크고, 더 높은 받침대 위에 올라가 있다. 다만 샤 자한의 관도 장식되어 있는 내용이나 형식 면에서는 뭄타즈 마할의 관과 거의 유사하다.

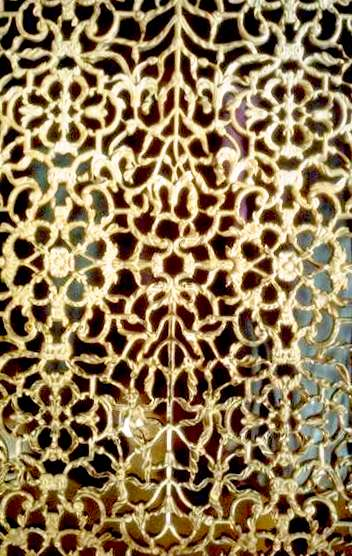
대리석을 깎아 만든 창문
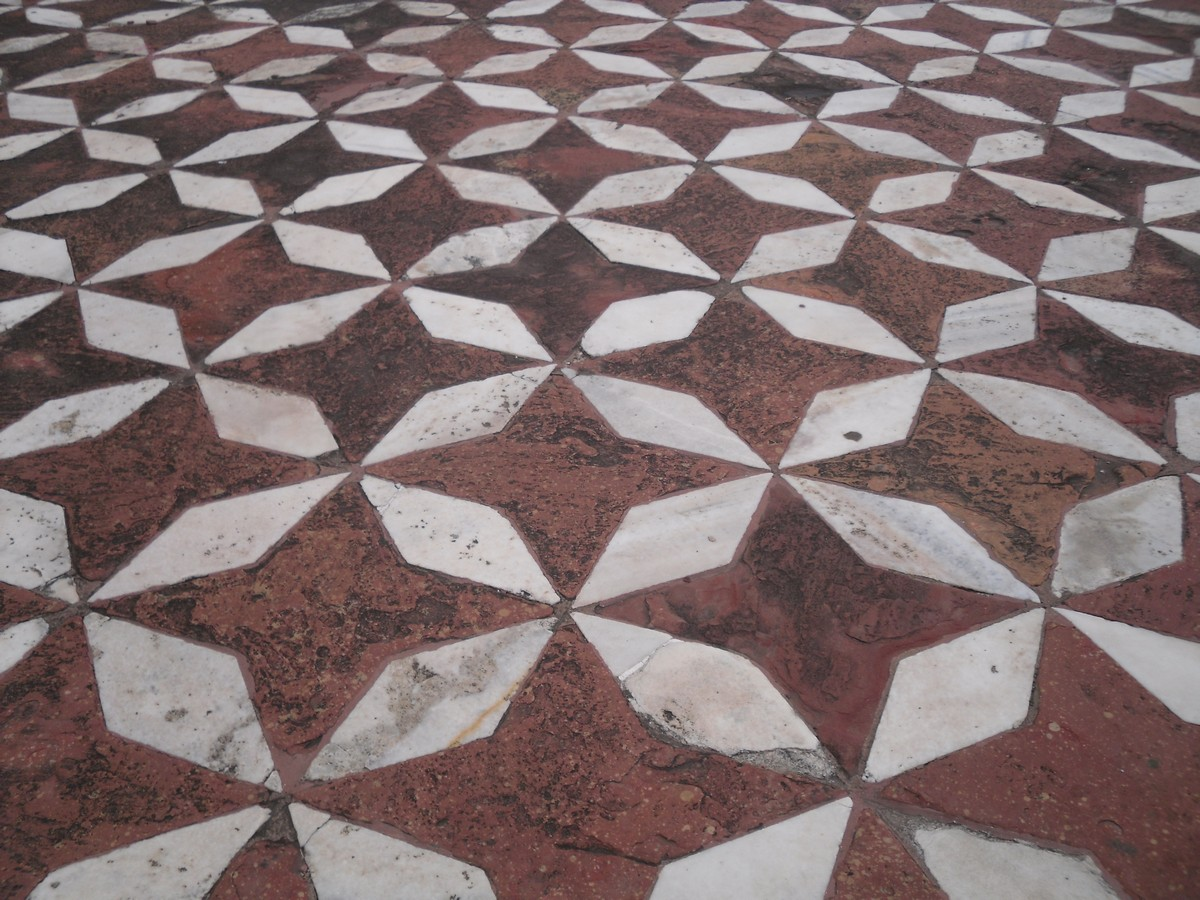
타지마할의 바닥
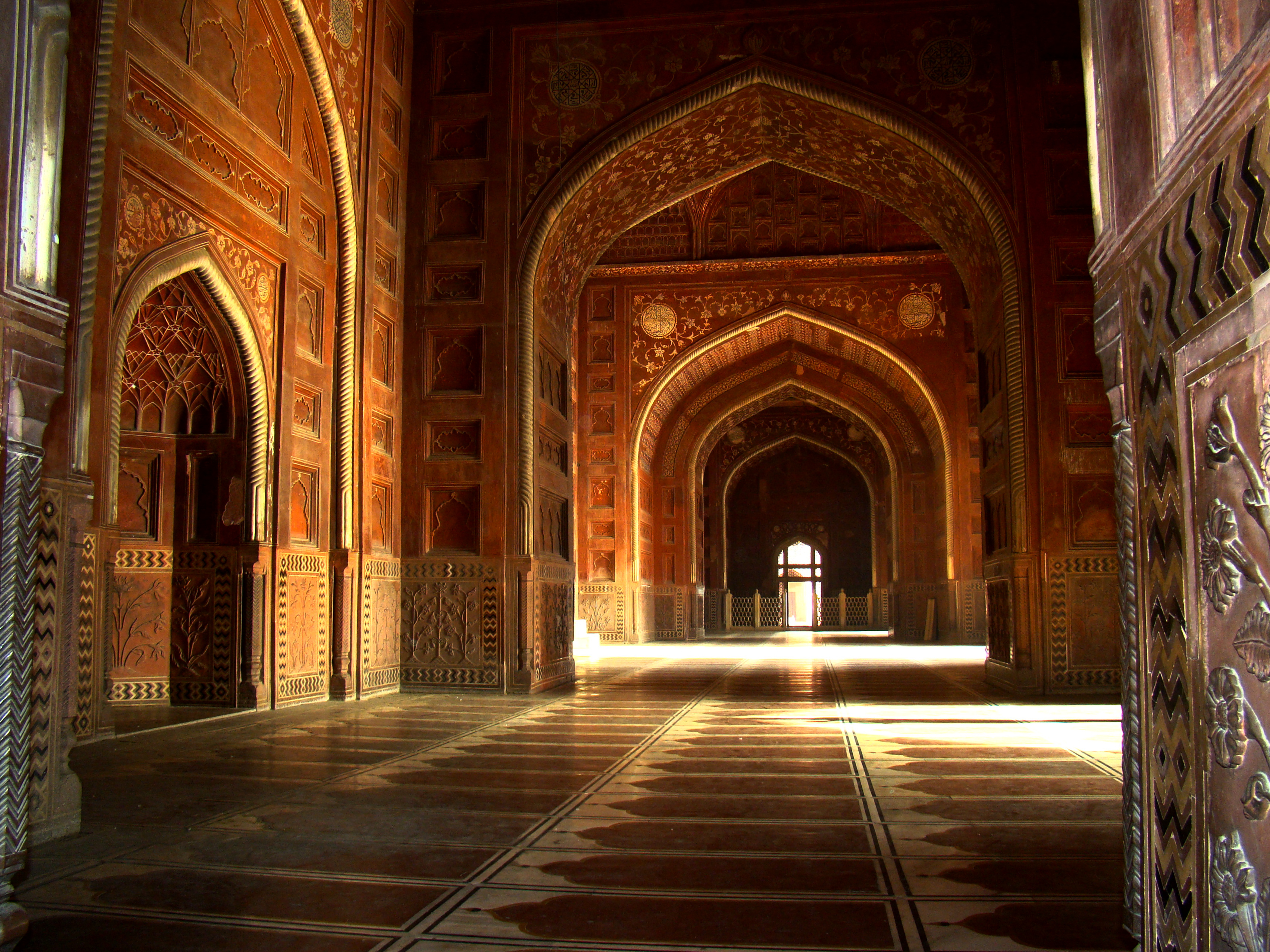
타지마할 모스크 내부

### 정원

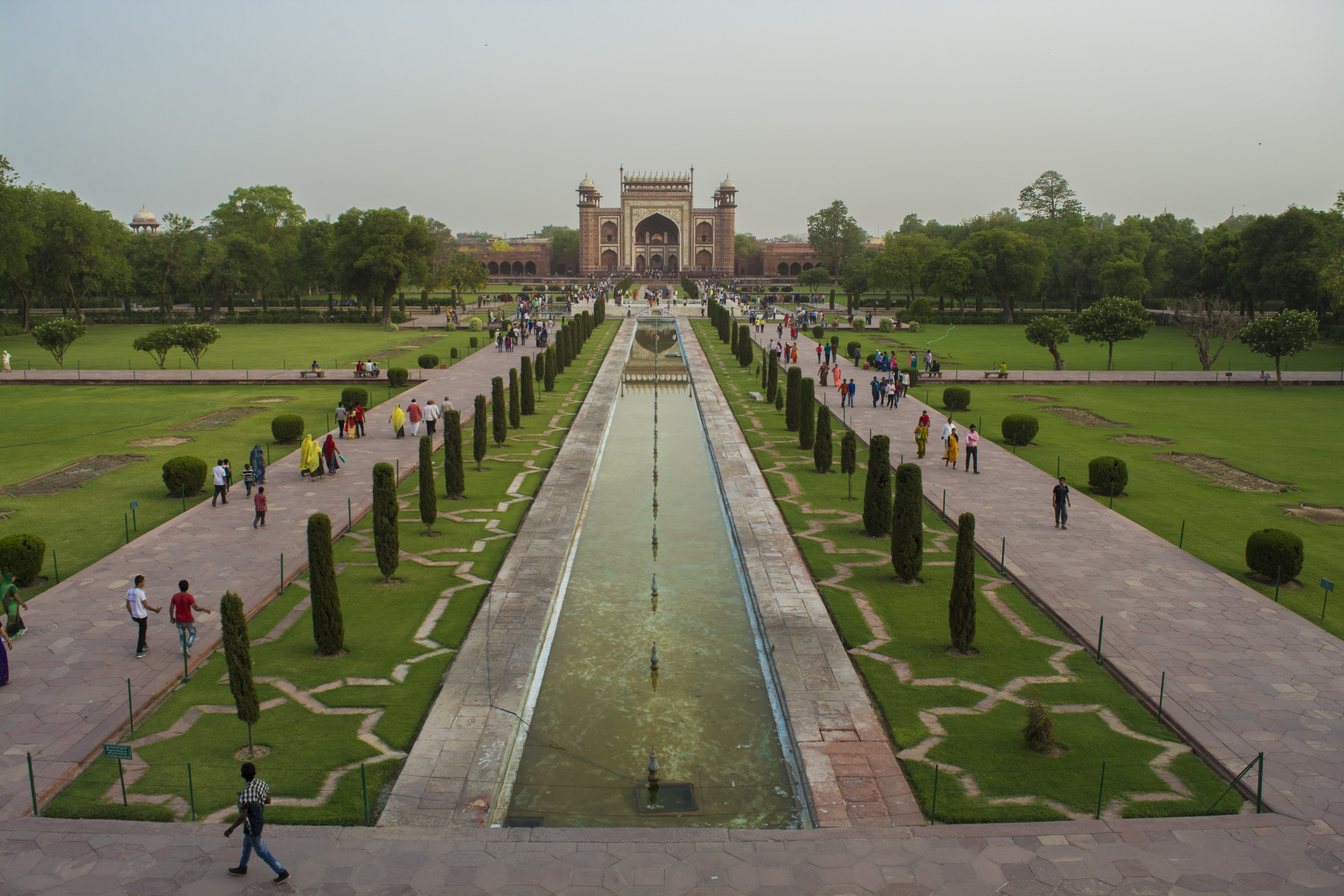
타지마할의 정원

타지마할의 정원은 한 변의 길이가 약 300m에 이르는 페르시아 양식과 힌두 양식이 뒤섞인 전통적 무굴 양식의 정원이다. 정원에는 축을 따라 석조 보도가 깔려 있는데, 이 석조 보도들이 격자형으로 뻗어나가 정원을 모두 16개의 화단으로 나눈다. 타지마할의 정문과 중앙의 무덤 사이에는 남북축을 따라 건설한, 대리석으로 만든 수로가 존재하는데, 이 수로는 무덤의 모습을 고스란히 반사하여 정문으로 입장하는 사람들에게 인상적인 시각적 효과를 선사하도록 설계되어 있다. 이 수로의 이름은 '알 하우드 알 카후타'이며, '풍요의 수로'라는 뜻을 갖고 있으며, 이슬람의 선지자 무함마드에게 봉헌된 것이다.
또한 정원 주위에는 여러 그루의 나무들이 줄지어 심겨있고, 그 외에 물을 뿜어내는 분수들이 존재한다. 무굴 양식의 정원은 무굴 제국의 초대 황제인 바부르에 의해 만들어진 것인데, 전통적 인도 양식의 정원과 페르시아 양식의 정원이 합쳐진 모습을 띠고 있다. 무굴 정원은 이슬람교의 천국을 묘사하였기 때문에 총 4개의 강, 혹은 수로들이 그 안에 흐르고 있고, 그 밖에 높은 벽들이 둘러치고 있는 형태이다. 무굴 제국 시대에 쓰여진 기록에 의하면, 대부분 천당은 높은 산 위에서 흘러내린 4개의 강들이 흐르고 있고, 그 주변 동서남북을 높은 벽들로 감싼 형태로 묘사되기 때문이다.
거의 대부분의 무굴 정원들은 그 중앙에 중요한 건물이 있지만, 타지마할의 경우에는 정원 맨 끝에 주된 무덤이 존재한다는 점에서 나름의 독창적인 형태를 하고 있다고 여겨졌다. 하지만 현대에 들어, 야무나강 반대쪽에 '달빛 정원'(Moonlight Garden)이 발견됨에 따라, 야무나강 자체가 타지마할 정원의 일부였다는 점이 밝혀짐에 따라, 타지마할 또한 여타 정원들과 같이 정원의 한가운데에 무덤이 위치하는 구조로 지어졌다는 것이 입증되게 되었다. 인도의 고고학계는 타지마할의 설계자들이 야무나강을 천국의 4개 강들 중 하나를 상징하는 것으로 표현하기 위해 이와 같은 구조를 취했다고 추정하고 있다. 타지마할에 대한 초기 기록은 이 정원에서 풍부한 과육들이 자랐다고 적고 있는데, 주로 장미, 수선화, 과일 나무 등이 자랐다고 한다. 하지만 시간이 흘러 무굴 제국이 쇠퇴함에 따라, 타지마할의 관리도 점차 소홀해졌다. 인도 아대륙의 5분의 3의 지배자로 떠오른 대영제국이 이후 타지마할의 관리를 맡게 되었고, 이들은 자신들의 취향에 맞춰 타지마할의 정원을 런던에 있는 전형적인 영국식 정원으로 개조하려 시도하였다.

### 부속 건물
타지마할은 3면이 모두 높은 붉은 사암 벽으로 둘러싸여 있다. 다만 강변만이 예외인데, 이쪽은 벽이 쳐져 있지 않고 뚫려있다. 벽 바깥쪽에는 몇몇 무덤들이 더 존재하는데, 이 무덤들은 거의 대부분 샤 자한의 다른 아내들의 무덤이다. 그리고 이 무덤들 중 가장 큰 무덤은 뭄타즈 마할이 생전에 가장 총애했던 시녀의 무덤이다.

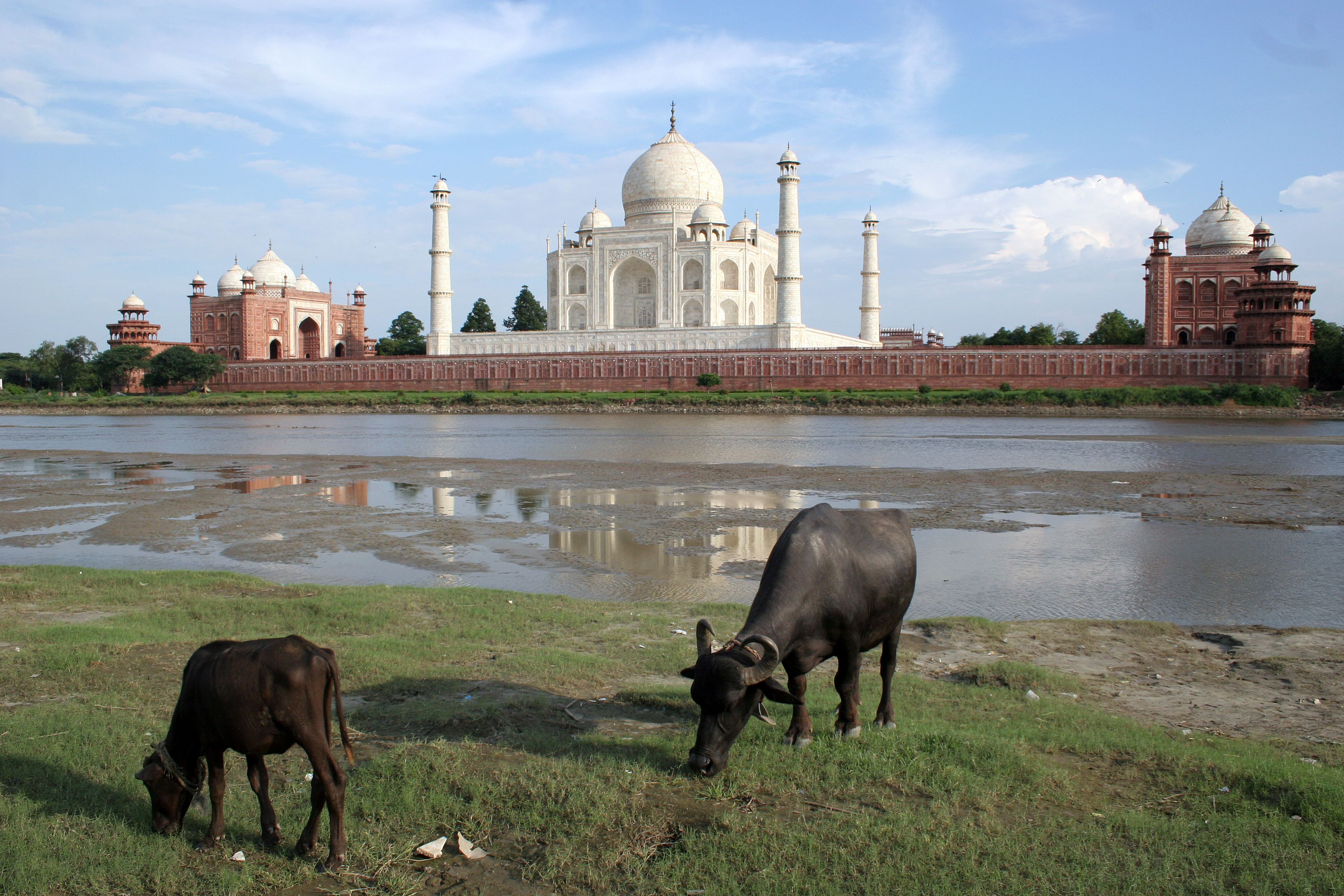
타지마할 부속 건물들

타지마할의 정문은 '다르자와'라고도 불리는데, 주로 고급 대리석으로 지어져 있다. 건축 양식은 주로 전대 무굴 황제들이 지었던 건축물들의 양식을 따랐지만, 정문의 아치는 무덤 본관의 아치와도 그 형태가 매우 흡사하다. 또한 무덤에 쓰여있는 것과 유사한 장식들, 예를 들어 캘리그라피들이 함께 붙여져 있다. 참고로 정문의 천장과 바닥, 그리고 벽 등에는 타 건물군 등에서 발견되는 것과 유사한 우아한 기하학적 무늬들이 장식되어 있다.
정원의 맨 끝쪽에는 2개의 붉은 사암 건물이 무덤을 그 사이에 두고 서로를 마주보는 배치로 서있다. 이 두 건물은 각각 타지마할 무덤군의 동쪽 벽과 서쪽 벽 바로 안쪽에 들어가 있는데, 서쪽에 있는 건물은 모스크이고 동쪽에 있는 건물은 응접실이다. 사실 응접실 건물은 설계 당시 실질적인 용도로 지어진 것이 아니라, 그저 무덤군의 비례적인 대칭성을 맞추기 위해서 지어진 것으로 추정된다. 모스크에는 메카의 방향을 나타내는 미흐라브가 있고, 검은 대리석으로 569개의 기도 자리를 표시하였다는 점에서 응접실 건물과 차이가 있다. 응접실 건물은 미흐라브가 존재하지 않는 대신, 기하하적 무늬들로 바닥이 꾸며져 있다. 모스크의 기본 설계 구조는 3개의 돔이 위에 얹혀진 기다란 홀이다. 이 모스크는 당대 무굴 제국의 모스크들과 그 형태가 유사한데, 한 개의 기다란 홀이 1개의 주 홀과, 그 양 옆에 보조 홀 2개가 있는 구조이다. 이 건물들은 1643년에 완공되었다.

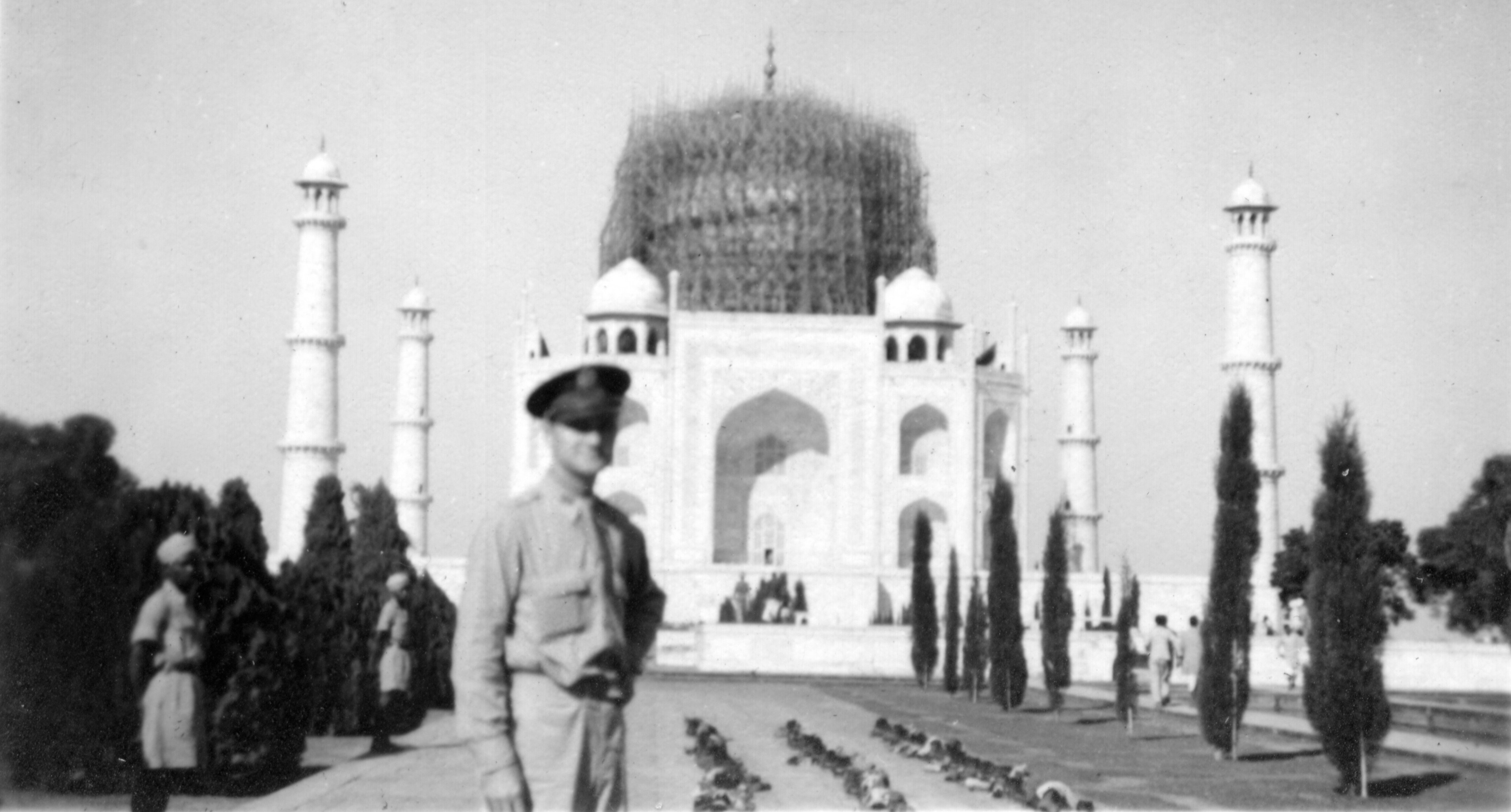
2차 세계대전 당시 타지마할

## 전쟁 시기
1942년, 제2차 세계대전 당시 인도를 통치하던 영국은 일본 제국 공군이 타지마할이 공습하는 것을 막기 위해 타지마할 무덤 본관에 가림막을 쳤다. 또한 1965년과 1971년 사이에 있었던 인도-파키스탄 전쟁 당시에도 파키스탄 공군 비행사들의 주의를 분산시키기 위해 타지마할에 또다시 가림막을 쳤다.
타지마할은 현재 야무나강에서 발생하는 환경 오염과 주변 석유 정제 시설로 인해 발생하는 산성비로 인해 다시 한번 수난을 겪고 있다. 이 환경오염으로 인해 타지마할의 백색 대리석이 점차 황갈색으로 변해가고 있는 것이다. 결국 인도 정부 측에서도 TTZ, 즉 보호 구역을 설정하여 타지마할 주변 10,400제곱 킬로미터에서 발생하는 오염물질들을 점차 통제하는 정책을 펼치고 있다.
타지마할은 환경 오염뿐만 아니라 야무나강의 수위 하강으로 인해 위험한 상태이기도 하다. 야무나강의 수면은 매년 약 1.5m씩 낮아지고 있는데, 이로 인해 2010년에 타지마할의 기초부 일부분에 균열이 생겼고, 타지마할 주변의 미나레트들이 점차 기울어가는 징후를 보이고 있다. 또한 본디 무덤을 지탱하고 있던 목조 골재들이 물이 빠져나가고 공기와 접촉함에 따라 썩기 시작하면서 이와 같은 무덤의 침하 현상이 더더욱 심해지고 있다. 2011년에는, 타지마할 자체가 5년 내에 무너질 수도 있다는 연구 결과가 나왔을 정도로 타지마할의 위험도가 점점 높아지고 있는 상태이다.
2018년 4월 11일, 부속 건물들에 서있는 2개의 소규모 미나레트가 태풍으로 인해 훼손되었다고 밝혀졌다.

## 관광
타지마할은 인도의 대표적인 랜드마크이고, 전세계에서 엄청난 규모의 관광객들을 끌어모으고 있다. 유네스코의 조사 결과 연 2백만 명이 넘는 관광객들이 타지마할을 방문하였으며, 2014년에는 7백-8백만 명으로 급격히 증가하였다. 인도 정부 측에서는 재원을 모으기 위하여 별도의 입장료 체계를 마련하였는데, 인도 현지인들에게는 더 싼 가격으로, 외국 관광객들에게는 추가적인 요금을 더 부과하는 방식이다. 2018년에는 인도인들의 입장료는 50루피(2020년 7월 기준 796.23원)였고, 외국인들의 입장료는 1,100루피(2020년 7월 기준 17517.04원)였다. 대부분의 관광객들은 기후가 더 선선한 10월, 11월, 2월 달에 방문한다. 타지마할 주변에서 공해물질들을 많이 뿜어내는 교통 수단들은 허용되지 않고, 관광객들은 무조건 주차장에서 걸어서 이동하거나 전기 버스를 타고 이동하여야 한다. 2019년에는, 관광객들이 유적지 내부에서 넘치는 것을 막기 위하여 3시간 이상 머무르는 관광객들에게 벌금을 부과하는 방식을 도입하였다.
타지마할의 남쪽에는 '타지 간지'라는 이름의 작은 마을이 있다. 이 마을은 주로 관광객들의 수요를 충족시키기 위한 카라반들, 바자르, 그리고 소규모 매장들로 이루어져 있다. 참고로 대부분의 여행 관련 서적들은 타지마할을 세계적인 관광지로 꼽고 있으며, 이로 인해 100만 명이 넘는 지지를 받으며 타지마할은 신 세계 7대 불가사의에도 등재될 정도였다.
타지마할은 평일에는 6시부터 19시까지 운영한다. 하지만 금요일은 12시와 14시 사이에 모스크를 이용하기 위한 이슬람 신자들의 편의를 위하여 시간대에 약간의 변동이 있다. 또한 보름달이 뜨는 날, 그리고 그 앞뒤 날 밤에는 관광객들이 타지마할 위에 뜬 달을 관람할 수 있도록 하루 내내 개방한다. 다만 이 또한 금요일과 라마단 기간에는 예외이다.

## 건설 과정
타지마할은 아그라 성벽 도시의 남부 지역에 세워졌다. 당시 타지마할의 부지는 황제의 소유가 아니었기 때문에, 샤 자한은 그 부지를 확보하기 위해 부지의 원 소유자였던 마하라자 자이 싱에게 아그라 중심부에 있는 거대한 궁전을 대가로 치러야 했다. 거의 1.2헥타르에 달하는 토지가 파헤쳐졌고, 원래 강가에 있던 부지의 단점을 메우기 위하여 엄청난 양의 토사를 채워넣어 지반이 침하하는 것을 방지하였고, 이 작업으로 인해 강둑에서 약 50m정도 더 높이를 높게 하였다. 무덤이 세워질 자리에는 우물을 판 다음, 그 자리에 자갈과 흙들을 채워넣어 건물들의 기반을 닦았다. 보통 당시에 건물을 건설할 때 깎은 대나무와 같은 재료로 건물의 공사 지지대를 세웠던 것과는 달리, 타지마할을 건설할 때에는 단단한 벽돌로 인부들이 오고다닐 공사 지지대를 세웠다. 이 때 워낙 이 지지대를 단단히 쌓은지라, 사람들은 이 골조를 해체하는 것만으로도 몇 년이 걸릴 것이라고 짐작하였다.
타지마할에 쓰여진 재료들은 인도와 아시아 전역에서 수급되었는데, 거의 1,000여마리에 달하는 코끼리들이 이 재료들을 운송하는 데에 투입되었을 것이라고 여겨진다. 그 뿐만 아니라 22,000여 명의 인부들, 화가들, 보석 세공인, 석공들이 타지마할의 건설에 참여하였다. 타지마할을 이루는 반투명한 백색 대리석은 인도 라자스탄 주의 마크라나에서 파내 왔고, 펀자브 주에서 벽옥을 채취해 왔으며, 중국에서 옥과 수정 등을 들여왔다. 한편 티베트에서는 터키옥이 들어왔고, 아프가니스탄 지역에서 라피스 라즐리 등의 보석들을 가지고 왔다. 마지막으로 스리랑카에서는 사파이어를 수입했으며, 아라비아 반도에서 난 홍옥을 사용하였다. 결과적으로 28종류에 달하는 보석들과 준보석들이 백색 대리석을 꾸미는 데에 사용되었다.
전설에 의하면, 샤 자한은 공사가 끝난 후 사람들이 마음대로 지지대에 쓰였던 벽돌들을 가지고 가는 것을 허락해 주었고, 이 지지대는 얼마 지나지 않아 농민들과 평민들에 의해 완전히 해체되었다고 한다. 공사 과정에서 15km에 달하는 경사로가 대리석 바위들을 공사 현장으로 끌어오기 위해 만들어졌고, 20에서 30여마리의 황소들이 특별 제작된 수레에 돌을 싣고 이 경사로를 따라 돌을 운반하였다. 공사 과정에 필요한 물은 야무나강에서 동물들을 이용한 펌프 장치로 끌어올린 후, 거대한 저장 용기에 저장된 다음, 3개에 달하는 정화조를 거쳐 공사 현장으로 공급되었다.
무덤 본관과 타지마할은 약 12년에 걸쳐 모두 완공되었다. 다만 미나레트, 모스크, 응접실과 같은 부속 건물들의 건설은 약 10여년이 추가적으로 더 걸렸다. 이처럼 한 건물군 안에서도 완공된 시기가 각각 다르기에, 타지마할의 완공 시점을 정확히 언제로 보아야 할 지에 대해서는 약간의 논쟁이 있다. 무덤 자체의 건설은 1643년에 끝났으나, 보조 건물들의 완성은 10년 후에야 다 끝났기 때문이기도 하다. 타지마할을 짓는데에 총 얼마가 소요되었을 지에 대해서도 시대마다 약간씩 다른 추측 결과들이 나왔으나, 현재 고고학계는 당시 가격으로 약 3천2백만 루피, 현재 가치로는 약 5천2백8십억 루피(63억9천1백만 달러, 8조2천99억원)가 쓰였을 것으로 예상하고 있다.

## 같이 보기
- 아그라 성
- 샤 자한